# Zenion longipinnis
Zenion longipinnis is een straalvinnige vissensoort uit de familie van zonnevissen (Zenionidae). De wetenschappelijke naam van de soort is voor het eerst geldig gepubliceerd in 1970 door Kotthaus.